# Famiglia di Pittsburgh
La famiglia di Pittsburgh, chiamata anche famiglia LaRocca, è stata una famiglia mafiosa di tipo mafia italoamericana attiva nell'ovest di Pennsylvania, ma con base a Pittsburgh.
La malavita italiana di Pittsburgh si formò negli anni dieci, come due fazioni: la mafia siciliana di Gregorio Conti e la camorra napoletana dei fratelli Volpe. Questi gruppi vennero unificati nel 1931 da John Bazzano.
Vari boss controllarono la famiglia, ma probabilmente il boss più importante è stato John Sebastian "Big John" LaRocca, che regnò dal 1956  al 1984. 
Attualmente si ritiene quasi-estinta, in quanto lo FBI afferma che sono solo 5 i suoi componenti, tutti molto anziani.

## Storia

### Origini e Proibizionismo
A Pittsburgh, la malavita italiana, nata negli anni dieci del '900, era divisa in due fazioni etniche: da un lato la "Mafia siciliana", che controllava le zone nord e sud della città, e dall'altro la "Camorra napoletana", che controllava l'estremità orientale della città. 
Nei primi anni '20, durante il Proibizionismo, la fazioni divennero coinvolte nel contrabbando, distribuzione e vendita illegale di alcolici. Per tutta l'epoca del Divieto le fazioni combatterono in città per il controllo dei quartieri italiani di Larimer, Homewood, Hill District e Downtown. Nella periferia esterna, nella Pennsylvania sud-occidentale, le fazioni si contendevano i territori di New Kensington, Arnold, Wilkinsburg, McKees Rocks, Wilmerding e Braddock.
Durante la tarda epoca del Divieto dal 1926 al 1933, ci furono oltre 200 omicidi nella contea di Allegheny.
Durante il regime di Stefano Monastero come boss dei siciliani alla fine degli anni venti, i siciliani competerono con i camorristi, altre bande irlandesi ed ebraiche di Pittsburgh e una gang di Chicago. Il conflitto terminò quando lui e suo fratello furono assassinati il 4 agosto 1929.
Gli subentrò Giuseppe "Yeast Baron" Siragusa, che riuscì a creare un cartello con la camorra, ma che, a causa della sua fedeltà alla famiglia Maranzano di New York, fu assassinato il 13 settembre 1931, alcuni giorni l'omicidio di Salvatore Maranzano.

### Fondazione
Dopo l'omicidio di Siragusa, i napoletani, guidati dai fratelli Volpe, si uniformarono alla neonata famiglia di Pittsburgh, e gli affari che erano stati di Siragusa e dei Volpe passarono sotto il controllo del siciliano John Bazzano, grossista di zucchero e lievito ad uso domestico, usati nelle birrerie clandestine che produrre alcolici che venivano rivenduti negli speakeasy. Bazzano formò un compromesso con gli otto fratelli Volpe, che avevano il permesso di operare fuori da un negozio di caffè a Hill District. I fratelli Volpe, che in precedenza avevano capeggiato la camorra locale, avevano racket in tutto la valle di Turtle Creek e Wilmerding.
La tregua interna si concluse quando i fratelli Volpe iniziarono ad espandersi nell'East Liberty e il North Side, dando a Bazzano la legittimazione per uccidere i fratelli Volpe, e quindi squinagliò una squadra di sicari, nel 29 luglio 1932, che uccise tre dei fratelli Volpe. 
I Volpe superstiti andarono dalla Commissione di New York, che decretò che Bazzano aveva agito senza autorizzazione. 
L'8 agosto 1932 a Red Hook, Brooklyn, fu ritrovato il cadavere di John Bazzano, che era stato pugnalato e strangolato a morte.

### Era di LaRocca
Vincenzo Capizzi subentrò come nuovo capo dopo l'omicidio di Bazzano, ma si dimise alla fine nel 1937, ritirandosi in Sicilia, e fu sostituito da Frank Amato. Come boss Amato cominciò ad espandere la sua influenza nel racket del gioco d'azzardo in tutta Pittsburgh e nell'intera Contea di Allegheny, ma nel 1956 si ammalò, preferendo dimettersi diventando sottocapo.
John Sebastian "Big John" LaRocca prese il controllo della famiglia di Pittsburgh e regnò come boss per quasi trent'anni. Nel 1957, LaRocca frequentò la riunione di Apalachin con il capo Gabriel Mannarino ed il consigliere Michael James Genovese. LaRocca sfuggì alle autorità federali ma Mannarino e Genovese furono arrestati. LaRocca e Mannarino divennero partner con il boss di Tampa Santo Trafficante Jr. del Sans Souci hotel-casinò a L'Avana, Cuba.
Nel 1959, Fidel Castro prese il controllo di Cuba e costrinse i mafiosi e gli investitori americani a lasciare il Paese.[9] Come altri boss, anche LaRocca avrebbe partecipato ad azioni volte a minare il regime comunista di Castro a Cuba.
Attraverso la corruzione LaRocca divenne un potente boss mafioso, controllando i politici, poliziotti e altri funzionari della zona di Pittsburgh e della Pennsylvania occidentale.
La sua famiglia mantenne anche il controllo dei sindacati di lavoro attraverso 1058 locale. L'influenza di LaRocca crebbe anche attraverso stretti legami con il boss della famiglia Gambino Carlo Gambino, il collega di Wyoming Valley Russell Bufalino, boss della famiglia di Filadelfia Angelo Bruno e della famiglia di Kansas City Nicholas Civella.
Negli anni '60, la famiglia di LaRocca iniziò un conflitto con la famiglia di Cleveland, guidata da John Scalish, quando iniziarono ad ampliarsi a Youngstown, in Ohio. Nel 1964, LaRocca supportò la scissione di Frank Valenti di Rochester dalla casa-madre, la famiglia di Buffalo di Stefano Magaddino. LaRocca morì il 3 dicembre 1984 e fu succeduto da Michael Genovese, parente di Vito Genovese, come boss della famiglia mafiosa di Pittsburgh.

### Il regno di Genovese e declino
Con la morte di LaRocca, l'invecchiamento avanzato dei mafiosi e la leadership di Genovese segnarono l'inizio della fine della mafia di Pittsburgh. 
Poiché il contrabbando e commercio di munizioni industriali di armi erano finiti, Genovese si rivolse ai narcotici (fino ad allora un tabù dentro la mafia) ed al gioco d'azzardo per mantenere attive le casse dell'organizzazione. 
Nello stesso periodo, intorno al 1980, la mafia locale stava lentamente perdendo la sua influenza sul governo così lo FBI, avendo intuito la perdita di potere della mafia di Pittsburgh, decise di annientarla completamente.
Lo FBI rintracciò rapidamente individuò le due menti dietro al traffico di stupefacenti: Charles "Chucky" Porter e Louis Raucci Sr.
Un'altra sfida per la mafia era di trovare nuove persone per la famiglia in questo momento. Oltre a Porter e Raucci, nel 1986 furono introdotti come uomini d'onore Joseph "Joey Naples" Napoli e Lenine "Lenny" Strollo. Tuttavia, i decessi dei membri anziani della famiglia ed l'inizio della fine della corruzione politica locale e governativa, condusse all'omicidio di Napoli da un mafioso sconosciuto (ritenuto essere Strollo nel 1991), al pentimento di Chucky Porter nel 1990 e Lenny Strollo stesso nel 1999 e all'arresto di Thomas "Sonny" Ciancutti nel 2000 per "esecuzione di un anello di gioco d'azzardo nella contea di Fayette".

### Stato attuale
Nel 2006 Genovese morì, le autorità allentarono la presa e la mafia di Pittsburgh si dissolse, lasciando una manciata di membri ancora attivi, ma solo nel gioco d'azzardo.
Dopo la condanna dei principali membri negli anni '90 e la morte di molti membri importanti nell'ultimo decennio la famiglia rimase con pochi membri, solo 4-5 ancora attivi oggi..
Il 5 settembre 2013 si conclude l'Operation Pork Chop che porta all'arresto di Ronald “Porky” Melocchi ed altri accusati di gioco d'azzardo illegale Nel 2013, l'agente speciale FBI in pensione Roger Greenbank ha affermato sulla famiglia di Pittsburgh:"Non c'è più nessuna reale struttura. Non c'è una famiglia reale." In 2016, Sonny Ciancutti's most trusted associate Jeff Risha died of cancer.. Il boss Ciancutti mantenne un basso profilo usando gli affiliati per la gestione del gioco d'azzardo a Pittsburgh.
L'8 luglio 2021, Il boss Thomas "Sonny" Ciancutti muore. Ciancutti era l'ultimo affiliato conosciuto della famiglia di Pittsburgh.

## Leadership storica

### Boss (ufficiale e reggente)
Boss della mafia siciliana
- 1910-1919 — Gregorio Conti — ritiratosi nel 1919.
- 1920-1925 — Salvatore Calderone — ritiratosi nel 1925, morto diversi anni dopo.[14]
- 1925–1929 — Stefano Monastero — ucciso il 6 agosto 1929.[5]
- 1929–1931 — Giuseppe "Yeast Baron" Siragusa — ucciso il 13 settembre 1931.[5][14]

Famiglia di Pittsburgh
- 1931–1932 — John Bazzano — trovato morto l'8 agosto, 1932 a Red Hook, Brooklyn.[5][14]
- 1932–1937 — Vincenzo Capizzi — ritiratosi e ritornato in Italia nel 1937, morto diversi anni dopo.[5][14]
- 1937–1956 — Francesco "Frank" Amato[14][15] – retrocesso a viceboss.[5] — dimessosi e diventato sottocapo nel 1956.
- 1956–1984 — John S. "Big John" LaRocca[16] — morto il 3 dicembre 1984.[17][18]
  - Triumvirato reggente 1978–1980 — Michael Genovese, Gabriel Mannarino (died July 1980) e Joseph Pecora (imprigionato nel 1979)[18]
  - Acting 1980–1984 — Michael Genovese
- 1984–2006 — Michael J. Genovese[17][18] — morto il 31 ottobre 2006.
- 2006 — Dopo la morte di Genovese, la famiglia si sciolse, lasciando solo alcuni membri ancora attivi, solo nel gioco d'azzardo.
- 2006–2008 — John Bazzano Jr. — morto il 28 luglio 2008[19]
- 2008–2021 — Thomas "Sonny" Ciancutti

### Vicecapo
- 1931-1932 — Vincenzo Capizzi — diventato boss nel 1932.
- 1932-1956 — John S. "Big John" LaRocca — diventato boss nel 1956.
- 1956-1973 — Francesco "Frank" Amato — morto nel 1973.[3]
- 1973-1987 — Joseph "Jo Jo" Pecora — imprigionato nel 1979-1983, morto nel 1987.[16][18]
- 1987-1990 — Charles "Chucky" Porter — imprigionato e diventato un testimone governativo nel 1990.
- 1990-2006— John Bazzano Jr. — diventato boss nel 2006.[16][18]
- 2006-2008 — Thomas "Sonny" Ciancutti — diventato boss nel 2008.[18]

### Consigliere
- 1956-1984 — Michael J. Genovese — diventato boss nel 1984.[16]
- 1984-1991 — Pasquale "Pat" Ferruccio — imprigionato nel 1991.[18]
- 1991-2002 — Charles "Murgie" Imbrugia — morto nel 2002.[18]
- 2002-2006 — Thomas "Sonny" Ciancutti — promosso a sottocapo del 2006.
- 2006-2008 — Robert "Bobby I." Iannelli — promosso a sottocapo nel 2008.

### Boss della fazione di Youngstown
La fazione opera a Youngstown, Ohio e nella Contea di Mahoning. Negli anni'70 la fazione assunse il monopolio del gioco d'azzardo nella zona, pur condividendo parte dei profitti con la famiglia di Cleveland.
- ca. 1960-1988 — James "Jimmy" Prato — morto nel 1988.[21]
- 1988-1991 — Joseph "Joey Naples" Napoli — assassinato nel 1991.[16][21]
- 1991-1999 — Lenine "Lenny" Strollo — imprigionato e diventato un testimone governativo nel 1999.[16][21]

## Attuali membri della famiglia

### Uomini d'onore
- Boss
  - 1888–1914 – Salvatore "Banana King" Catanzaro – si dimise, morì il 17 febbraio 1916[22]
  - 1915–1919 – Gregorio Conti – ucciso il 24 settembre 1919
  - 1984–2006 – Michael James Genovese
  - 2008-2021 - Thomas "Sonny" Ciancutti (Morto l'8 luglio 2021).[23][24]
- Sottocapo
  - 1915–1919 – Peppino Cusumano – nipote del boss Gregorio Conti
  - 1990–2006 – John Bazzano Jr. – divento boss nel 2006
  - 2006 - 2008 Thomas "Sonny" Ciancutti[25][26]
- Consigliere
  - 1931–1937 – Nicola Gentile[27]
  - 1984–2002 – Charles "Murgie" Imburgia
  - 2002–2006 – Thomas "Sonny" Ciancutti[28]

### Associati
Elenco degli associati divisi per "ring":

#### Southwestern gambling ring
- Robert "Bobby "Iannelli -
- Rodney Iannelli
- Giacomo Ruggero Martorella
- JohnJames Harkins
- Harry Ronald Stetson
- Floyd A. Panella
- Arden Keith Metcalfe
- Vittorio Marchitello
- Franco Giuseppe Pasquino
- Vincenzo M. Rapneth
- Levi Wilson Helsel

#### McKeesport gambling ring
- Ronald Melocchi
- Kirk Mollica
- Marco Holtzmann
- Preset Ronald
- Arturo Pero
- Giacomo Cerqua
- Robert H.Borgesdorfer
- Eugenio Kowalski
- Timoteo Giovanni Minkus

#### Fayette and Allegheny gambling ring
- Ralph Maselli
- Luois Cutone Jr.
- Dave Borkovich
- Marco Borkovich
- Giuseppe Scarillo
- Alberto Tabasco
- Thomas Thorton
- Tommaso Ferri
- Marco Antonio Howard
- Giacomo Michele Giovanni

#### Duffy gambling ring
- John Francis Conley Jr.
- William Curtin
- Michael Flynn Jr.

#### Penn Hills gambling machine ring
- Mauro P.Matone
- Joseph P. Scolieri Sr.

#### Altri associati
- John V. Adams Jr.
- Salvatore A. Williams
- Anthony Murgie
- Gerald D. Sabatini
- James LaRocca
- Manuel Xenakis
- Reginald Demelio
- Jon Edward Scalzitti
- Joseph LaQuarta
- Frank Rosa
- Gerald Pecora Jr.
- Felix Pitzerell
- Alfred F. Corbo
- Frank Unis Jr.